# Bonanza (Colorado)
Bonanza es un pueblo ubicado en el condado de Saguache en el estado estadounidense de Colorado. En el año 2000 tenía una población de 14 habitantes y una densidad poblacional de 12,7 personas por km².

## Geografía
Bonanza se encuentra ubicada en las coordenadas 38°17′42″N 106°8′25″O / 38.29500, -106.14028.

## Demografía
Según la Oficina del Censo en 2000 los ingresos medios por hogar en la localidad eran de $63.750, y los ingresos medios por familia eran $27.000. La renta per cápita para la localidad era de $66.857. Nadie de la población estaba por debajo del umbral de pobreza.